# Ferrocarril en Malasia

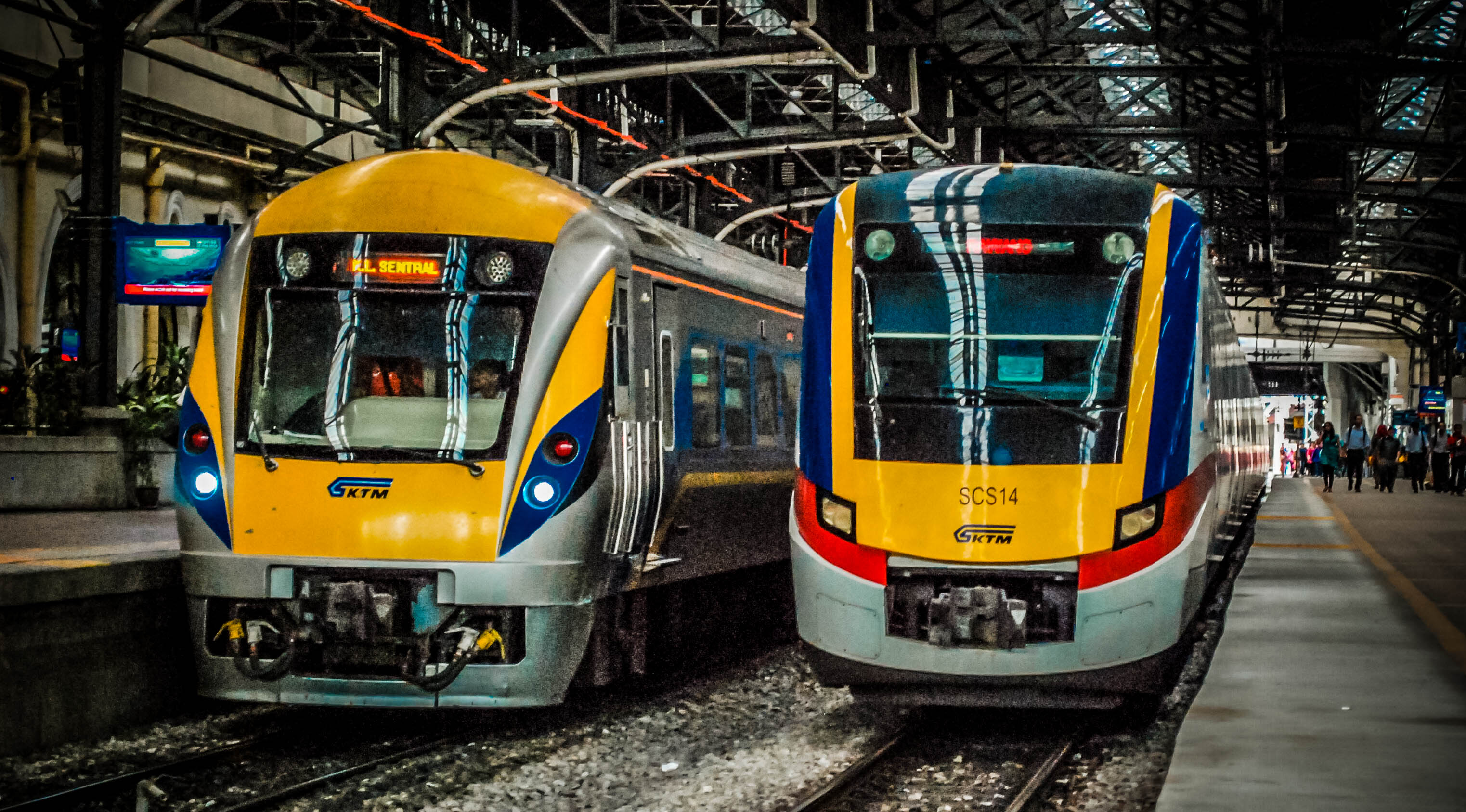
Clase 91 de KTM ETS para Intercity Express y clase 92 de KTM Komuter en la estación de tren de Kuala Lumpur.

El transporte ferroviario en Malasia consta de ferrocarril pesado (incluido el de cercanías), tránsito rápido ligero (LRT), metro (MRT), monorraíles, enlaces ferroviarios con aeropuertos y una línea de ferrocarril funicular. El ferrocarril pesado se utiliza sobre todo para el transporte interurbano de pasajeros y mercancías, así como para el transporte público urbano, mientras que el tránsito rápido se utiliza para el transporte público urbano intraurbano en Kuala Lumpur, la capital nacional, y la región circundante del valle del Klang. Hay dos sistemas de enlace ferroviario con el aeropuerto internacional de Kuala Lumpur y el aeropuerto Sultán Abdul Aziz Shah. La línea de monorraíl más larga del país también se utiliza para el transporte público en Kuala Lumpur, mientras que la única línea de funicular está en Penang.
La red ferroviaria cubre la mayoría de los 11 estados de Malasia Peninsular. En Malasia Oriental, sólo el estado de Sabah dispone de ferrocarril. La red también está conectada con la red ferroviaria tailandesa de 1.000 mm en el norte. Si se reconstruye el ferrocarril de Birmania, podrían iniciarse los servicios a Myanmar, India y China.

## Infraestructura ferroviaria

### Ferrocarril de ancho métrico

#### Malasia peninsular

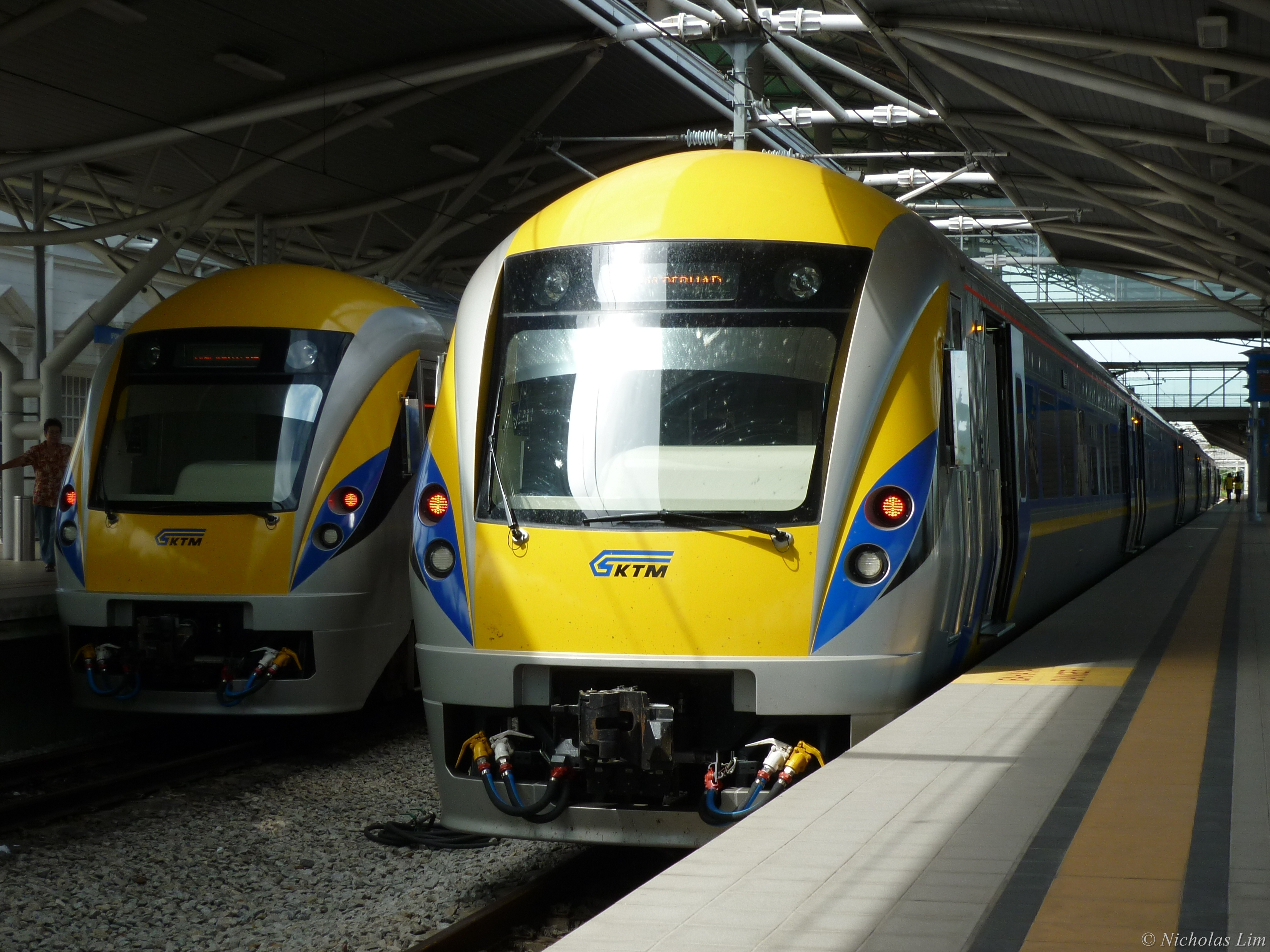
KTM Clase 91 en Ipoh.

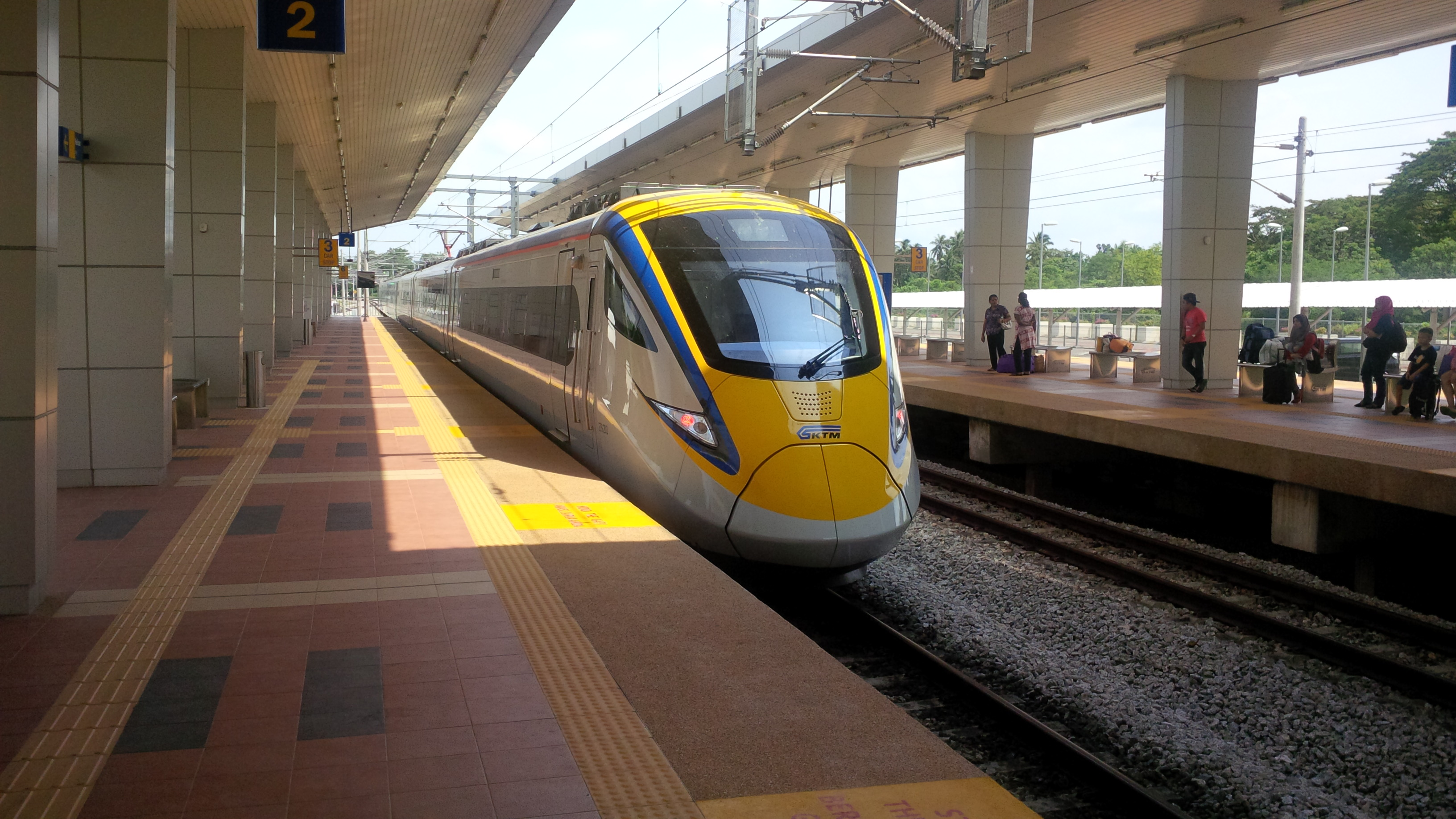
KTM Clase 93 en Pulau Sebang/Tampin.

La red ferroviaria interurbana de Malasia peninsular consta de dos líneas principales: La línea de la costa oeste de KTM entre Singapur y Padang Besar (Perlis), en la frontera entre Malasia y Tailandia, y la línea de la costa este de KTM entre Gemas (Negeri Sembilan) y Tumpat (Kelantan). También hay varios ramales: entre Kuala Lumpur y Port Klang, Batu Junction y Cuevas de Batu, Bukit Mertajam y Butterworth, Kempas y Tanjung Pelepas, y Kempas y Pasir Gudang. Toda la red de 1.699 km utiliza vías de 1.000 mm de ancho. La red utiliza una configuración de balasto con traviesas de hormigón de fabricación local. Desde principios de la década de 1980, empresas creadas a través de la colaboración internacional, como Mastrak Sdn Bhd, han fabricado estas traviesas mediante la transferencia de tecnología. Sólo en el quinquenio 1982-1987, se estimó que se habían colocado unas 500.000 piezas de traviesas para las líneas Kerdau-Jerantut y Sungai Yu-Tumpat, dando clara preferencia por sus ventajas sobre las traviesas de madera. Esto también se puso de manifiesto en los cambios realizados por los Ferrocarriles del Estado de Sabah en 2006 para la red bajo su control.
La red está conectada con la red ferroviaria tailandesa en Padang Besar.
Un total de 438 km de la red son de doble vía y están electrificados. Incluyen partes de la línea de la costa oeste entre Gemas y Padang Besar y todo el ramal de Port Klang, así como el ramal de Batu Caves. Los tramos de doble vía y electrificados entre Tanjung Malim y Pulau Sebang/Tampin, y entre Padang Besar y Padang Rengas, así como los ramales de Port Klang, Batu Caves y Butterworth se utilizan para servicios ferroviarios de cercanías.
Se completó la doble vía y la electrificación del tramo del ramal de Batu Caves entre Sentul y Cuevas de Batu, habiendo añadido 7,5 km de tramos de doble vía y electrificados a la red en 2010. La doble vía y la electrificación de la línea de la Costa Oeste entre Ipoh y Padang Besar comenzaron en enero de 2008 y se completaron en noviembre de 2014, añadiendo otros 329 km de ferrocarril de doble vía y electrificado a la red.
La compañía petrolera nacional de Malasia, Petronas, es propietaria de una línea ferroviaria que une su complejo de refinería de petróleo y la cercana ciudad de Kerteh (Terengganu) con el complejo petroquímico de Gebeng (Kuantan) y el puerto de Kuantan, cerca de Kuantan (Pahang). La línea se utiliza principalmente para el transporte de productos petrolíferos, pero recientemente se ha abierto al transporte de mercancías en general, cuya explotación corre a cargo de KTM. Se ha propuesto ampliar la línea para conectarla con la de KTM en Mentakab [cita requerida], y se ha sugerido que llegue hasta Kuala Terengganu y Tumpat.

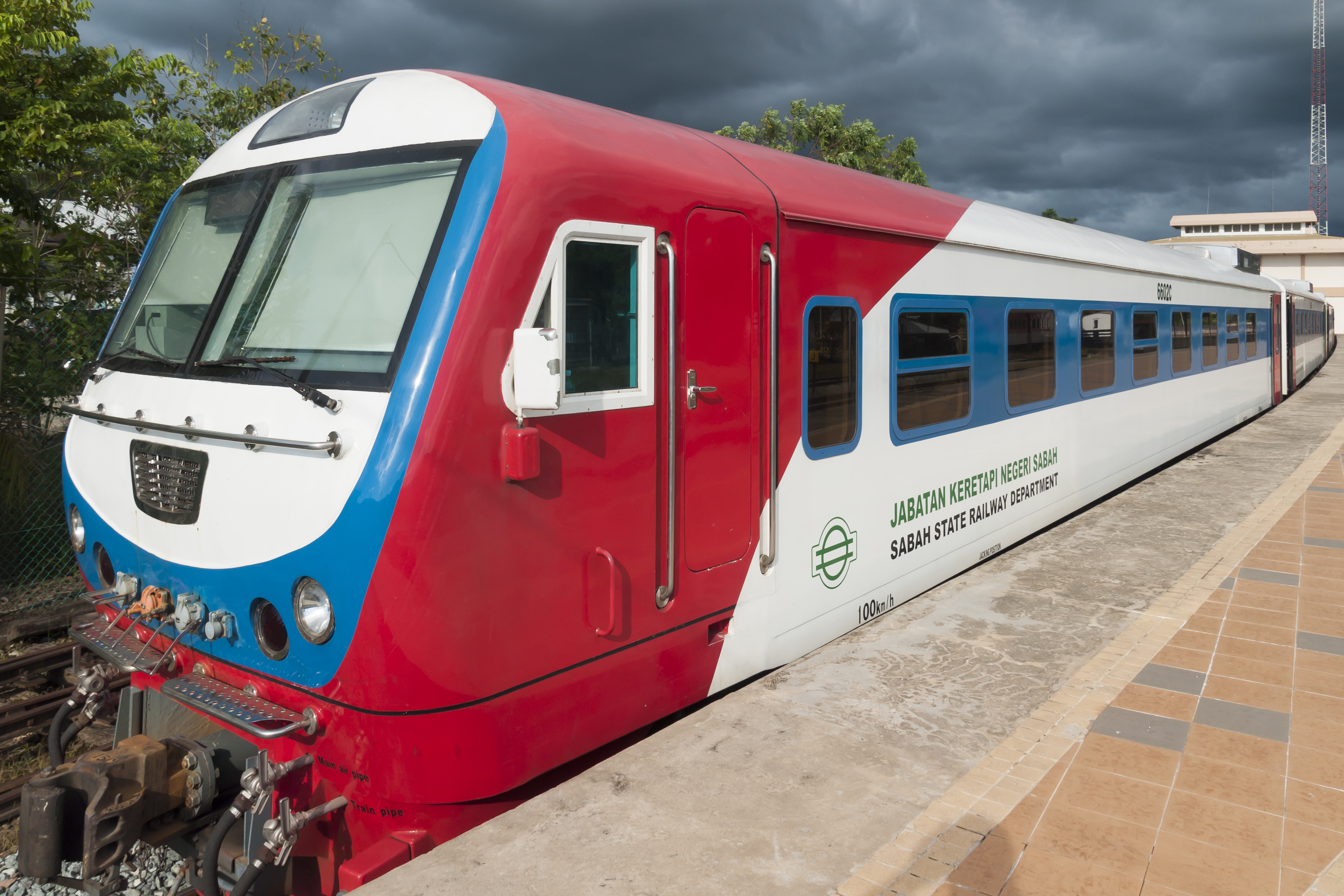
Ferrocarril estatal de Sabah.

Hay una línea ferroviaria de 134 km que une Tanjung Aru, cerca de Kota Kinabalu, y Tenom, en el interior del estado de Sabah. La línea es el único ferrocarril de la isla de Borneo. Los trenes de pasajeros normales son operados por el Departamento de Ferrocarriles del Estado de Sabah. La línea lleva muchos años sufriendo la falta de mantenimiento y, en 2006, el Gobierno malayo financió las obras de rehabilitación de la línea. Una quimera es tener una línea de ferrocarril desde Kota Kinabalu a Kuching a través de Brunéi, aunque el coste de la misma supondría buscar financiación de Brunéi.

### Líneas ferroviarias de ancho estándar
Las únicas líneas ferroviarias de ancho estándar de Malasia se encuentran actualmente en Kuala Lumpur y el valle del Klang.

#### Enlace ferroviario Ekspres (ERL)

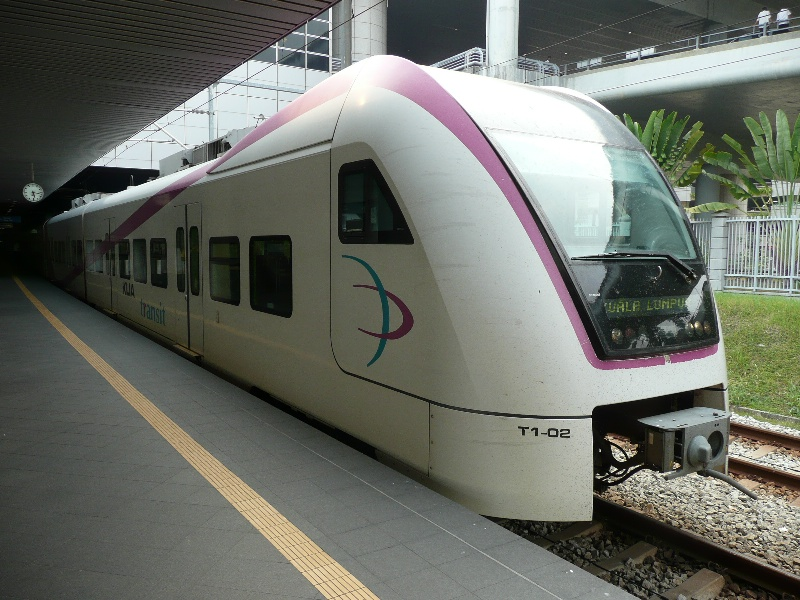
ERL KLIA Transit Line

Una de las dos líneas ferroviarias más rápidas de Malasia es el enlace ferroviario aeroportuario de ancho estándar de 57 km entre Kuala Lumpur y el Aeropuerto Internacional de Kuala Lumpur. Dependiendo de la definición que se utilice, esta línea puede no considerarse de alta velocidad porque la velocidad máxima utilizada es de 160 km/h. La línea fue construida por Express Rail Link, que también explota los dos servicios ferroviarios que la utilizan, el KLIA Ekspres y el KLIA Transit.

#### Metro ligero

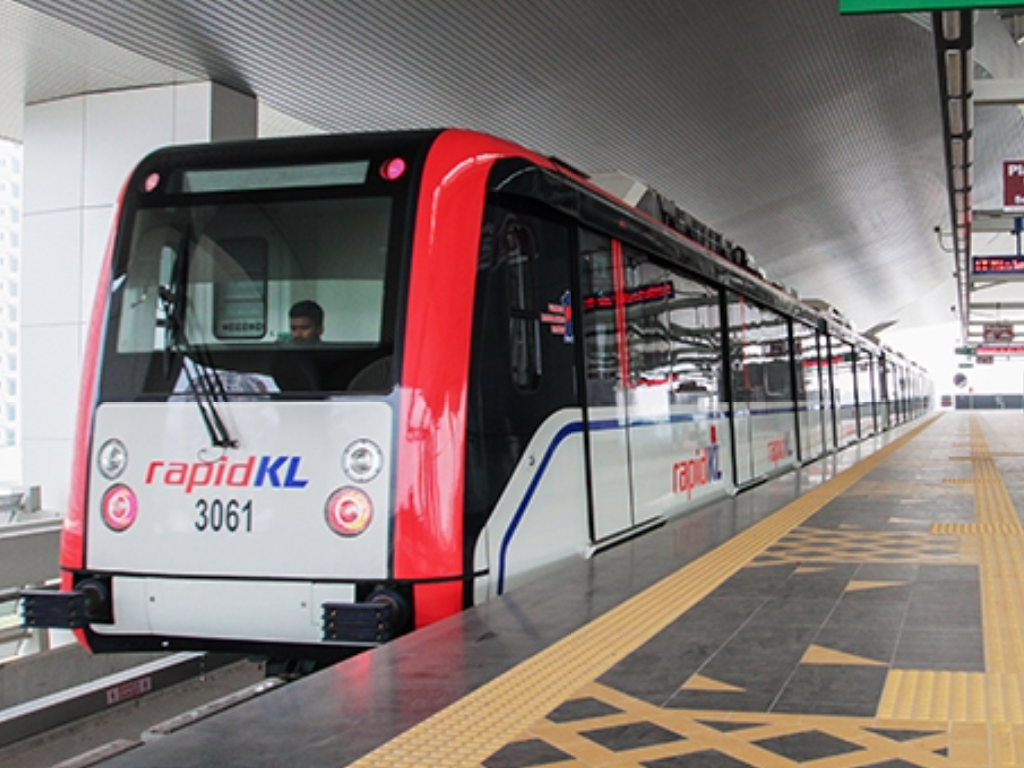
Metro de Kuala Lumpur, línea Sri Petaling.

Actualmente hay dos sistemas de metro ligero (LRT) operativos en Malasia. Uno de ellos se utiliza como principal sistema de transporte público en el valle del Klang, mientras que el otro actúa como transporte automatizado de personas en el aeropuerto internacional de Kuala Lumpur para trasladar a los pasajeros entre el edificio de la terminal principal y el edificio satélite.
El sistema LRT del valle de Klang consta de tres líneas de LRT: la línea Kelana Jaya, la línea Ampang y la línea Sri Petaling. La línea Kelana Jaya es un sistema automático sin conductor y tiene una longitud de 46,4 km, que discurre entre los suburbios del noreste de Kuala Lumpur y Petaling Jaya, al oeste de Kuala Lumpur, y al sur hacia Subang Jaya. La mayor parte es elevada, salvo un tramo de 4 km en el que va bajo tierra y un corto tramo a nivel en el norte. La línea Kelana Jaya es completamente operativa desde junio de 1999. La antigua línea Ampang y la línea Sri Petaling comparten una vía común entre el suburbio de Sentul, en el norte de Kuala Lumpur, y Chan Sow Lin, en la región central, antes de bifurcarse hacia sus respectivas terminales. La línea Ampang, de 15 km, se dirige a Ampang, en el este, y la línea Sri Petaling, de 37,6 km, se dirige al sur de Kuala Lumpur y a Puchong. El sistema es, en su mayor parte, una mezcla de vías a nivel y elevadas fuera de la ciudad, y es completamente elevado cuando atraviesa la ciudad. Ambas líneas se inauguraron por completo en 1998. La línea Kelana Jaya y la línea Sri Petaling terminan en Putra Heights.
El sistema automatizado de transporte de personas del aeropuerto internacional de Kuala Lumpur, denominado "Aerotrain", es un sencillo sistema de transporte de personas que discurre por dos carriles guía de 1.286 m entre el edificio de la terminal principal y el edificio satélite. Los dos extremos de los raíles están elevados, mientras que la parte central pasa por debajo de la pista de rodaje del aeropuerto. Cada carril cuenta con un tren automático de tres vagones sin conductor.
En noviembre de 2021, el gobierno del estado de Perak manifestó su interés por construir dos líneas en Ipoh, que incluirán también los suburbios vecinos, como Batu Gajah. Habrá un total de 28 estaciones en ambas líneas. La línea este de Ipoh empezará en Meru Raya y terminará en Batu Gajah, mientras que la línea oeste de Ipoh empezará en Sunway City Ipoh y terminará en Simpang Pulai. Ambas líneas tienen 4 estaciones interconectadas situadas en el centro de Ipoh, donde los pasajeros pueden intercambiar entre ambas líneas. También se espera que el Rapid KL entre en funcionamiento una vez finalizada la construcción.

#### Metro (MRT)

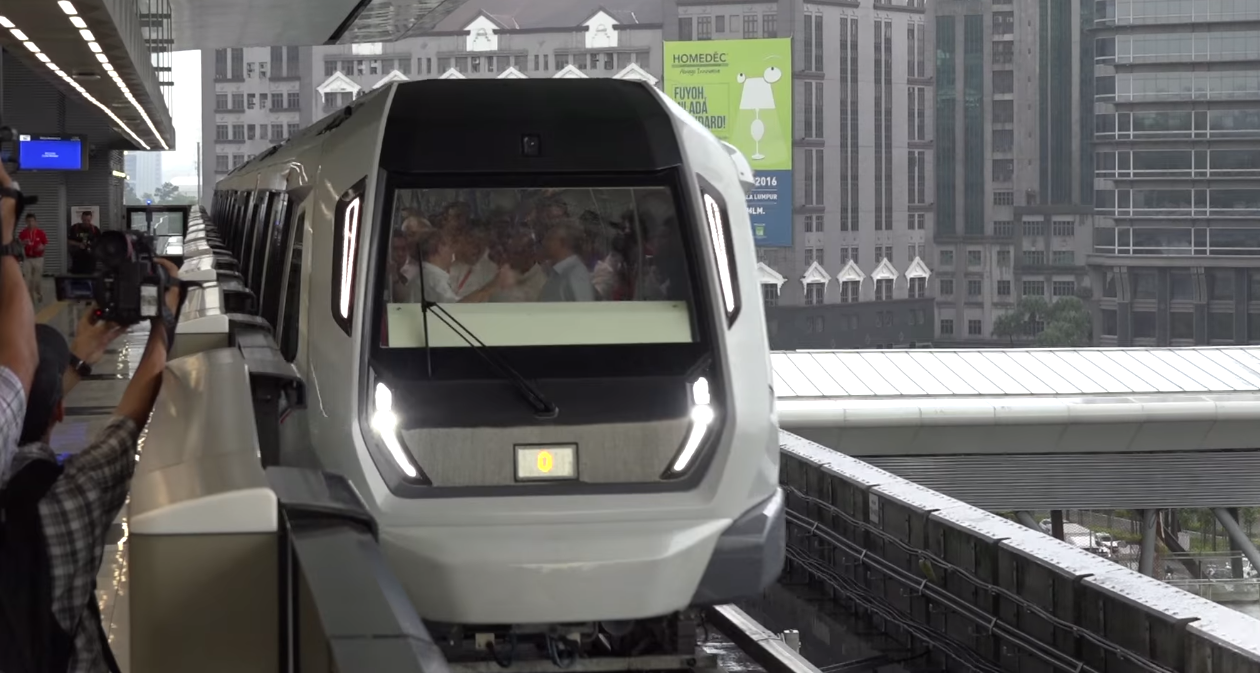
Metro de Kuala Lumpur, línea Kajang.

En diciembre de 2010, el gobierno aprobó la puesta en marcha de un proyecto de MRT y anunció los planes preliminares para la primera línea, que se extenderá 51 km desde Sungai Buloh a Kajang a través de 35 estaciones. La línea, conocida como Kajang Line, pasará por el centro de la ciudad y dará servicio a zonas suburbanas densamente pobladas como Kota Damansara, Mutiara Damansara, Bandar Utama, Taman Tun Dr Ismail, Bukit Damansara, Cheras, Bandar Tun Hussein Onn y Balakong, con una población total de 1,2 millones de personas. La línea de Kajang entró en pleno servicio en julio de 2017.

### Monorraíl

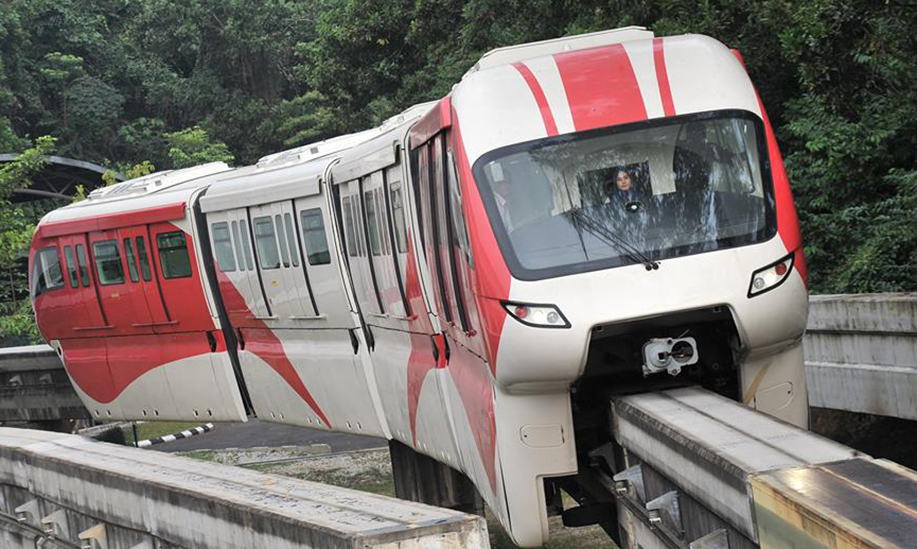
Metro de Kuala Lumpur, línea de monorraíl.

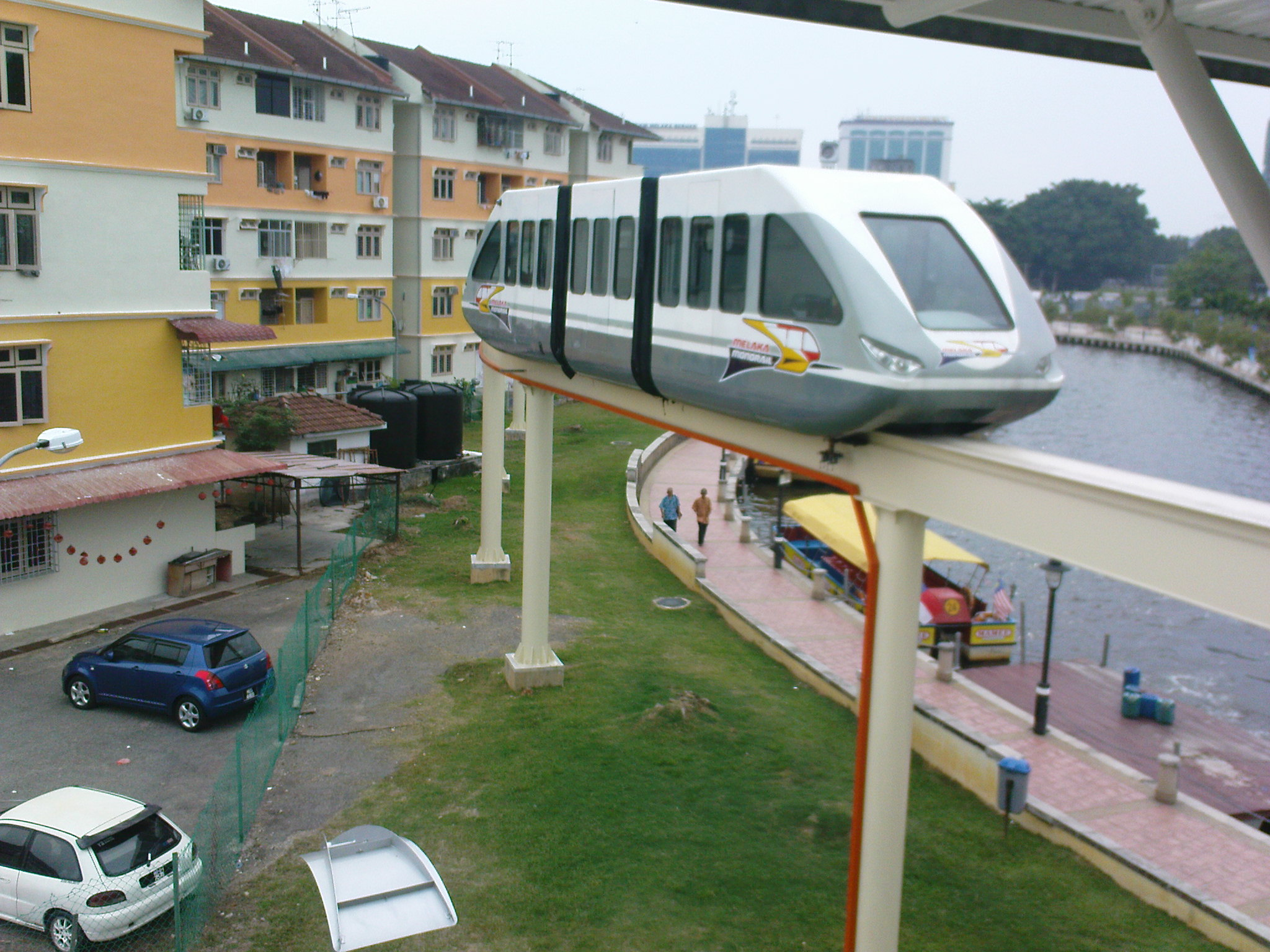
Monorraíl de Malaca.

El principal sistema de monorraíl de Malasia se utiliza para el transporte público en Kuala Lumpur. Tiene una longitud de 8,6 km y va desde Titiwangsa, en el norte del centro de Kuala Lumpur, hasta KL Sentral, justo al sur del centro de la ciudad. Tiene 11 estaciones. La línea consta de dos raíles paralelos durante la mayor parte del trayecto, excepto en las estaciones finales, donde las agujas fusionan los dos raíles en uno solo antes de entrar en la estación. Toda la red es elevada. El sistema utiliza trenes de dos y cuatro vagones fabricados en Malasia. Está operado por Rapid Rail.
Hay propuestas para construir monorraíles en Penang y Johor Bahru. El centro administrativo federal de Putrajaya también iba a tener una red de monorraíles y se han construido la estación principal y varios metros de vía. El proyecto se pospuso debido a la escasa población que tenía entonces la ciudad. Sin embargo, está previsto reactivar el proyecto de monorraíl de Putrajaya.

Red ferroviaria actual de Malasia peninsular.

En Malaca se ha propuesto construir una línea de monorraíl de 1,8 km para el transporte urbano de masas. El monorraíl ha sufrido varios contratiempos, como la suspensión del servicio después de que una pareja británica, Anne y James Croft, tuviera que ser rescatada por los bomberos cuando el monorraíl se detuvo inesperadamente entre estaciones. A raíz de este incidente se han sugerido una serie de mejoras en materia de seguridad, entre ellas la compra de carretillas elevadoras en caso de que se produzcan nuevas paradas. Tras cuatro años suspendido desde 2013 por problemas técnicos, el servicio de monorraíl de Malaca volvió a funcionar el 4 de diciembre de 2017.

### Sistema de teleférico (Funicular)

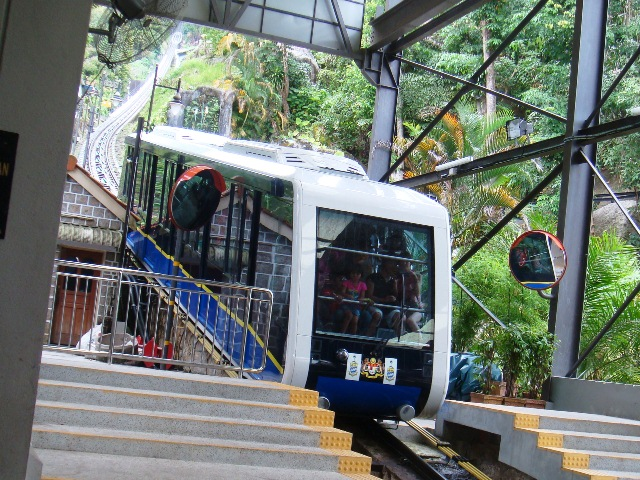
El vagón Doppelmayr Garaventa 100-FUL Penang Hill en la estación inferior.

El Penang Hill Railway de Penang es el único sistema ferroviario de tipo teleférico (funicular) de Malasia. La línea consta de dos tramos separados, con una longitud total de 1,2 km. Ambos tramos son de una sola línea con bucles de paso a mitad de camino. Las vías tienen un ancho de vía de un metro y una inclinación superior al 50%.

## Otros medios de transporte

### Teleférico

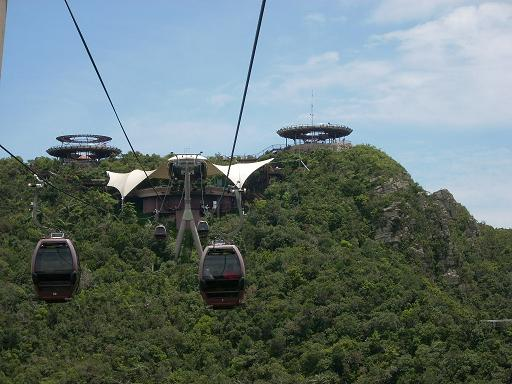
Estación superior del teleférico de Langkawi, se ven las dos plataformas circulares de observación.

El Awana Skyway, de 2,4 km, es un teleférico de tipo tranvía que conecta Awana/Sri Layang y el Genting Grand Hotel, en Genting Highlands (Malasia). Se construyó en 1975 y fue el primer sistema de transporte en teleférico de Malasia antes de que el Genting Skyway se inaugurara oficialmente el 21 de febrero de 1997. Dejó de funcionar el 1 de abril de 2014 para dar paso a la construcción de un nuevo sistema de teleférico de tipo góndola. El Genting Skyway es un telecabina que conecta Gohtong Jaya y Resorts World Genting en Malasia. Su estación inferior, situada a unos 51 kilómetros al noreste de Kuala lumpur, consta de un edificio de estación de 5 plantas y un aparcamiento de 10 plantas, mientras que su estación superior se encuentra en el Hotel Highlands. El Teleférico de Langkawi es un ascensor góndola es una de las principales atracciones de la isla de Langkawi, Kedah, Malasia. Ofrece un servicio de ascensor aéreo desde la Villa Oriental de Teluk Burau hasta la cima de Gunung Machinchang, donde también se encuentra el Langkawi Sky Bridge. La longitud total es de 2,2 km. Se inauguró oficialmente en 2003.

## Operadores ferroviarios

### Keretapi Tanah Melayu Berhad
El principal operador de trenes interurbanos de pasajeros es Keretapi Tanah Melayu (KTM), una corporación propiedad del gobierno malayo. Explota los trenes de pasajeros interurbanos KTM en toda la línea de la costa este y la parte sur de la línea de la costa oeste, y los trenes de pasajeros electrificados KTM ETS en el resto de la línea de la costa oeste, entre Padang Besar y Gemas y el ramal de Butterworth. KTM también opera trenes de mercancías a lo largo de ambas líneas ferroviarias. En el marco de KTM Komuter, KTM presta servicios ferroviarios de cercanías a lo largo de tramos de doble vía y electrificados de la West Coast Line entre Tanjung Malim en Perak y Pulau Sebang en Negeri Sembilan, y entre Padang Besar en Perlis y Padang Rengas en Perak, así como los ramales de Butterworth, Port Klang y Batu Caves.
Además de su propia red, KTM también opera trenes en el ferrocarril Kerteh-Kuantan bajo contrato con Petronas, el propietario de la línea.

### Ferrocarril estatal de Sabah
Los Ferrocarriles del Estado de Sabah, antes Ferrocarriles del Norte de Borneo, son el único departamento estatal de Malasia que gestiona un servicio ferroviario. Presta servicios de pasajeros y mercancías a lo largo de los 134 km de línea ferroviaria entre Tanjung Aru y Tenom, en Malasia Oriental.

### Express Rail Link Sdn Bhd
El Express Rail Link (ERL) es una empresa privada creada para desarrollar y explotar el ferrocarril de alta velocidad entre la estación KL Sentral de Kuala Lumpur y el Aeropuerto Internacional de Kuala Lumpur. Opera dos servicios a lo largo de los 57 km de la línea de ancho estándar, el KLIA Ekspres, sin paradas, y el KLIA Transit, de cercanías. Los trenes de ambos servicios pueden alcanzar una velocidad máxima de 160 km/h y son los más rápidos de Malasia. Además de los trenes, la compañía también ofrece servicios de facturación en su terminal del aeropuerto de Kuala Lumpur City, en KL Sentral. Salvo la facturación del equipaje de los pasajeros, Express Rail Link no maneja ninguna carga.

### Tren rápido
Rapid Rail fue creada por Prasarana Malaysia para explotar el servicio de transporte público rápido en el valle del Klang. Prasarana Malaysia es propiedad al cien por cien de Ministry of Finance Incorporated, el brazo corporativo del Ministerio de Finanzas de Malasia. En la actualidad, la empresa explota una línea MRT, tres líneas LRT y una línea de monorraíl en Kuala Lumpur bajo la marca Rapid KL, a saber, la línea Kajang, la línea Ampang, la línea Sri Petaling, la línea Kelana Jaya y el monorraíl KL.

### Otros operadores
- Malaysia Airports (Sepang) Berhad: El principal operador de aeropuertos en Malasia es también el operador del Aerotrain en el aeropuerto internacional de Kuala Lumpur.
- Gobierno del Estado de Penang: El gobierno estatal de Penang gestiona el Penang Hill Railway.

## Historia

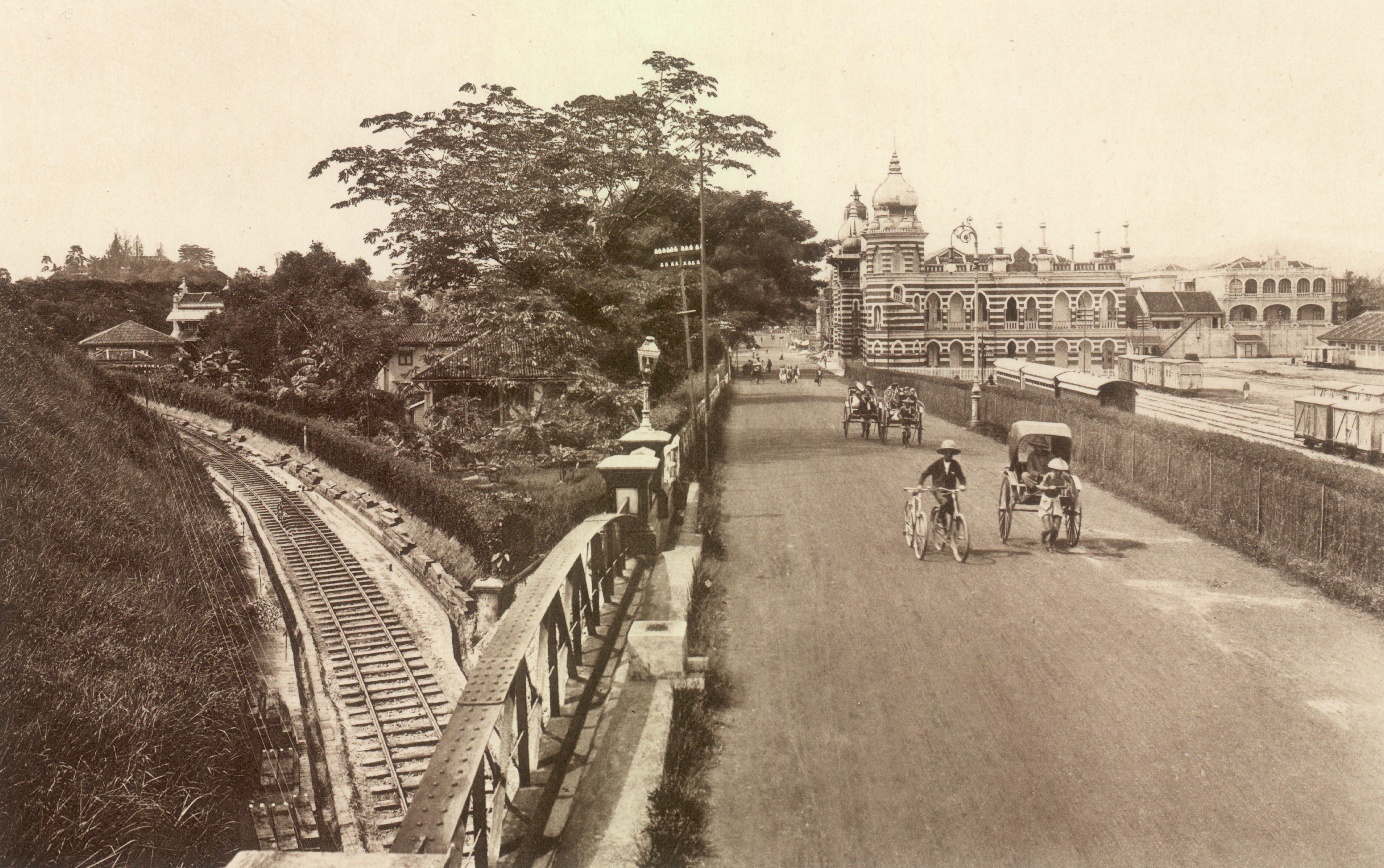
Sede de los ferrocarriles de la F.M.S. en Kuala Lumpur - hacia 1910. La sede se trasladó posteriormente a un edificio situado frente a la estación de ferrocarril de Kuala Lumpur. Línea de ferrocarril en dirección al norte de Kuala Lumpur a la izquierda, vías de ferrocarril a la derecha.

El ferrocarril en Malasia comenzó por la necesidad de transportar el estaño desde las minas del interior de los estados de la Costa Oeste de Malasia Peninsular hasta los puertos costeros. La primera línea ferroviaria, inaugurada el 1 de junio de 1885, tenía unos 13 km de longitud y discurría entre Port Weld y Taiping, el corazón del valle de Larut, rico en estaño, en el estado de Perak. La segunda línea se inauguró un año más tarde para unir Kuala Lumpur, de nuevo el centro de las actividades mineras de estaño en el valle del Klang, y Klang y, posteriormente, a Puerto Swettenham (Puerto Klang en la actualidad).

### Línea de tiempo
- 1885 - El 1 de junio se inaugura oficialmente la primera línea ferroviaria de Malasia británica entre Taiping y Port Weld.
- 1886 - Apertura de la línea entre Kuala Lumpur y Klang.
- Julio de 1888 - Se produce el primer accidente ferroviario del país en Sungai Kerawai, cerca de Teluk Anson (Perak).
- 1891 - Apertura de la línea entre Seremban y Port Dickson.
- 1893 - Apertura de la línea entre Teluk Anson y Tapah Road.
- 1896 - Creación de los Ferrocarriles Federados de los Estados Malayos, fusionando las operaciones de las cuatro líneas iniciales.
- 1900 - Inauguración del puente ferroviario Victoria sobre el río Perak en Perak.
- 1903 - Apertura de la línea entre Tank Road y Woodlands en Singapur.
- 1909 - Se completa e inaugura la línea de la costa oeste entre Prai, en el estado de Penang, y Johor Bahru.
- 1910 - Se inaugura el primer tramo de la línea de la costa este entre Gemas y Bahau.
- 1923 - Se inaugura la calzada Johor-Singapur, que conecta la red ferroviaria de Singapur con el resto de Malaya.
- 1931 - Se completa la Línea de la Costa Este entre Tumpat y Gemas con la apertura del último tramo entre Gua Musang y Kuala Gris en Kelantan.
- 3 de agosto de 1995 - Los primeros trenes KTM Komuter, los primeros de Malasia que funcionan con electricidad, comienzan a transportar pasajeros entre Kuala Lumpur y Rawang. Toda la red de trenes de cercanías se abrió a los pasajeros y el tramo final hasta Seremban entró en funcionamiento el 18 de diciembre de 1995.
- 14 de abril de 2002 - Se lanza oficialmente el primer tren de alta velocidad de Malasia, el KLIA Ekspres, entre KL Sentral y el aeropuerto internacional de Kuala Lumpur. Al mismo tiempo, se inauguró la terminal aérea de Kuala Lumpur City en KL Sentral.
- 1 de julio de 2011 - Se cerraron las estaciones de tren de Tanjong Pagar y Bukit Timah de KTM en Singapur. Todas las operaciones de Singapur se trasladaron a la estación Woodlands Checkpoint.
- 2013 - El tramo de ferrocarril entre Seremban y Gemas fue de doble vía y electrificado. Los servicios de ETS funcionaron ese mismo año.
- 2014 - El tramo de ferrocarril entre Ipoh y Padang Besar fue de doble vía y electrificado. Los servicios ETS funcionaron el año siguiente.

## Proyectos y planes de expansión

### Electrificación y doble vía Gemas-Johor Bahru
Se esperaba que el contrato de 8.000 millones de MYR se licitara a finales de 2008, a la espera de una revisión intermedia del Noveno Plan de Malasia. El proyecto habría incluido la construcción de más de 200 km de vías férreas paralelas, incluyendo estaciones, depósitos, apeaderos, patios y puentes, y sistemas de cobertura como la electrificación, la señalización y las comunicaciones. Incluía el reajuste entre Pulau Sebang (Melaka) y el tramo de Gemas.
En mayo de 2009, Global Rail Sdn Bhd, un contratista relativamente pequeño, y su socio chino, China Infraglobe, presentaron una propuesta al Gobierno para construir y mejorar las vías de Gemas a Johor Bahru con un coste de 5.000 millones de MYR. Según ellos, el proyecto se llevaría a cabo sobre la base de una iniciativa de financiación privada y el plan presentado al Ministerio de Finanzas más tarde, en junio de 2009, estaba condicionado a la firma de los derechos mineros en el estado de Johor.
El 29 de enero de 2011, el ministro de Transporte, Datuk Seri Kong Cho Ha, declaró que se esperaba que el proyecto de doble vía y electrificación Gemas-Johor Bharu comenzara ese año. Añadió que el Gobierno esperaba designar al contratista del proyecto ese año y que Malasia seguía en conversaciones con China Railway Construction, pero que aún no había nada confirmado. Kong dijo que se habían designado dos consultores, uno de diseño y otro independiente, para supervisar el proyecto. La construcción de los 197 km de vías, con un coste estimado de entre 6.000 y 7.000 millones de MYR, llevaría tres años.
El 27 de octubre de 2015 comenzó el ejercicio de exposición pública, necesario para todo desarrollo de nuevas vías férreas en virtud del artículo 84 de la Ley de Transporte Público Terrestre de Malasia de 2010, para el proyecto de electrificación de doble vía Gemas-Johor Bahru, que se prolongará hasta el 27 de enero de 2016. Según los documentos expuestos al público, se espera que la construcción comience en 2016 y se complete en 2021.
La empresa china CRCC se ha adjudicado la construcción del proyecto de electrificación y doble vía Gemas-Johor Bahru. La construcción del proyecto comenzó en enero de 2018. Se espera que esté terminado a finales de 2021.
La longitud de la línea que se va a electrificar y a desdoblar es de 197 km entre la cota 563,040 en Gemas y la cota 754,180 en Johor Bahru. El proyecto incluye la construcción de 11 estaciones en Segamat, Genuang, Labis, Bekok, Paloh, Kluang, Mengkibol, Rengam, Layang-Layang, Kulai y Kempas Baru, y 3 futuras estaciones en Tenang, Chamek y Senai. La línea mejorada deberá dar cabida a un mínimo de 22 servicios diarios de KTM ETS, KTM Intercity y servicios de tren lanzadera, así como de KTM Komuter.
Los documentos expuestos también indican que la electrificación del tramo tendrá las mismas especificaciones que la del tramo Seremban-Gemas, a 25 kV AC 50 Hz monofásico y alimentada a través de una catenaria. Las operaciones ferroviarias de este tramo se integrarán con los centros de control de trenes de KL Sentral y Gemas. La velocidad prevista para las vías es de 160 km/h.

### Proyecto de doble vía en el Valle del Klang
El proyecto, ejecutado por Keretapi Tanah Melayu, comenzó en 2016 y se espera que la primera fase esté terminada en 2021. El proyecto implica la rehabilitación de 42 km de vías entre Rawang y Salak Selatan, así como Sentul y Simpang Batu. Se centrará en la mejora de 16 estaciones a lo largo de estas rutas y en la actualización del sistema de señalización y electrificación existente. Una vez finalizado el KVDT, el tiempo de viaje se reducirá a sólo siete minutos y medio.
Los 42 km de rehabilitación de la Fase I, que son:
- Fase 1A (Rawang - Simpang Batu)
- Fase 1B (Kuala Lumpur - Simpang Bangsar)
- Fase 2 (Simpang Batu - Kuala Lumpur)
- Fase 3 (Sentul - Simpang Batu)
- Fase 4 (Simpang Bangsar - Salak Selatan)

La fase II va desde Simpang - Pelabuhan Klang y Salak Selatan - Seremban.

### Plan Maestro de Transporte de Penang
El Plan Maestro de Transporte de Penang es un plan de transporte mixto propuesto para el estado de Penang, en el norte de Malasia peninsular, concebido por el gobierno del estado de Penang, que consiste en sistemas de tren ligero, autobús y tránsito rápido. La línea de tránsito rápido ligero (LRT) de Bayan Lepas será la primera línea de LRT en Penang. Es el primero y uno de los proyectos prioritarios del Plan Maestro. Los 22 km propuestos darán servicio exclusivamente a la isla de Penang y unirán el centro de George Town, al norte, con la ciudad industrial de Bayan Lepas, al sur de la isla.

### Enlace ferroviario de la costa este
El Enlace Ferroviario de la Costa Este (ECRL) es un proyecto de infraestructura de enlace ferroviario de doble vía de ancho estándar que conecta Port Klang, en el Estrecho de Malaca, con Kota Bharu, en el noreste de Malasia Peninsular, a través de Putrajaya, conectando los estados de la Región Económica de la Costa Este de Pahang, Terengganu y Kelantan entre sí, y con la Región Central de la costa oeste de la Península. El proyecto se propuso para ofrecer un servicio ferroviario interurbano de alta velocidad a los estados de la costa oriental y para complementar la línea de la costa oriental de KTM. En la actualidad, Terengganu es el único estado de Malasia peninsular que carece de un sistema ferroviario de pasajeros, ya que la línea de la costa este de KTM da servicio a Pahang y Kelantan.

### Sistema de tránsito rápido Johor Bahru-Singapur
El Sistema de Tránsito Rápido Johor Bahru-Singapur (RTS Link) es un proyecto de sistema de metro transfronterizo que conectaría Woodlands (Singapur) y Johor Bahru (Malasia), cruzando el estrecho de Johor.
El sistema de transporte rápido tendrá dos estaciones: la de Singapur, situada en la estación de Woodlands North (con intercambio con el sistema MRT de Singapur), y la de Malasia, en la estación de Bukit Chagar (con intercambio con el sistema BRT propuesto para Iskandar Malaysia). Ambas estaciones contarán con instalaciones de aduanas, inmigración y cuarentena, tanto de Singapur como de Malasia.
Cuando se construya, el RTS Link será el segundo enlace ferroviario entre los dos países después del KTM Intercity Shuttle Tebrau, y el primer sistema de metro internacional de alta capacidad que se construye. Se espera que el RTS Link sustituya a la línea ferroviaria y a los servicios de tren lanzadera entre JB Sentral y la estación Woodlands Checkpoint, completando así la retirada de las operaciones de KTM de Singapur.

### Ampliación del sistema de metro ligero (LRT) de Kuala Lumpur
El 29 de agosto de 2006, el entonces vice primer ministro malasio Mohd Najib Abdul Razak anunció un plan de 10.000 millones de RM para ampliar la red de transporte público de Kuala Lumpur. El plan incluía la ampliación de la actual línea Kelana Jaya desde Kelana Jaya vía Subang Jaya hasta Putra Heights y la línea Sri Petaling desde Sri Petaling hasta Putra Heights vía Puchong.
Prasarana Malaysia, propietaria de las líneas de tren ligero, firmó el 13 de octubre de 2006 un acuerdo con Bombardier y una empresa conjunta malaya para la compra de 22 conjuntos de vehículos de tren ligero, con opción a otros 13, por 1.200 millones de RM para la línea Kelana Jaya. Los 22 vehículos tendrán cuatro vagones cada uno y aumentarán la capacidad de transporte de la flota en 1.500 personas. Los 22 conjuntos se entregarán a partir de agosto de 2008. El nuevo material rodante se pondrá en pleno funcionamiento a finales de 2010. En cuanto a la línea de Ampang y Sri Petaling, el material rodante consta actualmente de una flota de 50 trenes nuevos que se despliegan para aumentar la capacidad de la línea y ofrecer un mejor servicio. Cada uno de los nuevos trenes tiene seis vagones y son suministrados por CSR Zhuzhou de China.
Todo el proyecto y la ampliación de la flota se han completado y están en pleno funcionamiento desde el 30 de junio de 2016.
Se está construyendo un tercer sistema de LRT que, una vez terminado, unirá el centro de la ciudad con las ciudades de Shah Alam y Klang. La línea, que abarca 37 km, tiene 25 estaciones permanentes en construcción, de las cuales cinco se mantienen como estaciones provisionales para el futuro. Está previsto que la línea LRT esté plenamente operativa en 2026.

### Proyectos de transporte ferroviario en Sarawak
Terengganu y Sarawak son los dos únicos estados de Malasia que carecen de infraestructuras ferroviarias. En Sarawak existía una línea de ferrocarril antes de la Segunda Guerra Mundial, pero los últimos restos de la línea se desmantelaron en 1959.
Como parte del proyecto del Corredor de Energías Renovables de Sarawak, el gobierno está planeando una vía férrea de 320 km entre Similajau, en la división de Bintulu, y Tanjung Manis, en la división de Mukah. El coste y los planes del calendario del proyecto aún no se han revelado.
Otra línea ferroviaria, la Línea Ferroviaria de Sarawak, es un proyecto propuesto por el gobierno malasio para establecer una red ferroviaria en el estado de Sarawak. En 2008, se informó de que el proyecto estaría listo en 2015, pero hasta ahora no hay señales de desarrollo por parte del gobierno.
El sistema LRT de Kuching es una propuesta de red de metro ligero (LRT) en Kuching, la capital de Sarawak. Como uno de los métodos para aliviar la congestión del tráfico en la ciudad. Las líneas de LRT propuestas conectarán Kuching con Samarahan y Serian. Se espera que la construcción del proyecto, de 10.800 millones de RM, comience en 2019 y esté en funcionamiento en 2024.

### Proyectos de transporte ferroviario en Sabah
El 17 de septiembre de 2015, se anunció que el ferrocarril estatal de Sabah se ampliará para cubrir las zonas de la costa norte y este, principalmente hasta las principales ciudades de Kudat, Sandakan y Tawau. El 21 de marzo de 2017, se ha asignado alrededor de 1 millón de RM para el estudio del proyecto. Una vez completado el proyecto, también hay una propuesta para conectar las redes ferroviarias de Sabah y Sarawak en Malasia con las provincias de Kalimantan en Indonesia que se llamará "Ferrocarril Trans-Borneo", ya que Indonesia estaba desarrollando actualmente la red ferroviaria por su parte.
El gobierno del estado de Sabah ha propuesto la construcción de una línea de monorraíl en la zona de Kota Kinabalu. La propuesta generó reacciones encontradas entre el alcalde y los políticos. Como se informó en el sitio web del gobierno, el proyecto estaba en proceso de inicio en el marco del plan de desarrollo de Kota Kinabalu.
También se ha propuesto una nueva línea de tránsito rápido para aliviar las congestiones de tráfico en Kota Kinabalu, la capital de Sabah. El 27 de agosto de 2019, el Ayuntamiento de Kota Kinabalu (DBKK) ha presentado una propuesta para construir un LRT o MRT al gobierno federal. Las autoridades de la ciudad están actualmente a la espera del presupuesto del proyecto.
En 2021 se propuso un sistema de skytrain de Kota Kinabalu. Está previsto que el skytrain conecte el aeropuerto internacional de Kota Kinabalu y la Universidad de Malasia Sabah. Las cuatro empresas que participarán en el proyecto del skytrain firmaron un memorando de entendimiento el 29 de noviembre. El skytrain se construirá por fases: la fase 1 conectará el aeropuerto con el centro de la ciudad, mientras que la fase 2 se extenderá hasta Alamesra, cerca de la universidad.

### Transporte masivo rápido del Valle del Klang (MRT)
El proyecto Klang Valley Mass Rapid Transit es un sistema de MRT de tres líneas de 150 km propuesto por Gamuda Berhad-MMC Corporation Berhad para el valle del Klang que prevé un concepto de "rueda y radio" que comprende dos líneas radiales noreste-suroeste y una línea circular que rodea Kuala Lumpur. La propuesta se anunció a principios de junio de 2010 y se prevé que las obras de construcción comiencen a principios de 2011, con lo que la primera línea estará terminada en 2016.
El sistema MRT será la espina dorsal de un nuevo sistema de transporte en el valle del Klang, donde se calcula que vivirán 10 millones de personas en 2020. El sistema MRT se integrará con el actual LRT, el monorraíl, el KTM Komuter y los servicios de autobús intra e interurbanos para formar un sistema de transporte público eficaz.
En diciembre de 2010, el Gobierno anunció que la Línea Kajang será la primera en despegar. La línea Kajang irá de Sungai Buloh a Kajang pasando por el centro de Kuala Lumpur. Esta ruta, que va del noroeste al sureste de Kuala Lumpur, está densamente poblada y en la actualidad el transporte público ferroviario existente es inadecuado. Se calcula que, una vez terminada, la línea dará servicio a 1,2 millones de personas, con un número estimado de pasajeros diarios de 442.000.
La construcción de la línea fue lanzada oficialmente el 8 de julio de 2011 por el entonces Primer Ministro de Malasia, Najib Razak. La fase 1 de la línea, desde Sungai Buloh hasta la estación de Semantan, entró en funcionamiento en diciembre de 2016, mientras que el resto de la línea se inauguró en julio de 2017.
El sistema MRT será propiedad del Gobierno de Malasia a través de la Corporación de Tránsito Rápido Masivo (MRT Corp), un vehículo de propósito especial que es 100% propiedad del Ministro de Finanzas Incorporado. Rapid Rail, que es el actual operador de las líneas de LRT y monorraíl del valle del Klang, explotará las líneas de MRT con su sistema tarifario integrado.
Una segunda línea de MRT, la línea Putrajaya, está actualmente en construcción y se prevé que esté terminada y plenamente operativa en enero de 2023. La tercera línea de MRT, la Circle Line, estaba inicialmente en fase de propuesta y sería el componente "Rueda" del proyecto MRT. La línea se encuentra actualmente en la fase de pre-construcción y se están realizando encuestas al público. Se espera que las obras comiencen en 2022.